# Acrocercops mesochaeta
Acrocercops mesochaeta är en fjärilsart som beskrevs av Edward Meyrick 1920. Acrocercops mesochaeta ingår i släktet Acrocercops och familjen styltmalar. Inga underarter finns listade i Catalogue of Life.